# Lippholthausen
Lippholthausen ist ein Ortsteil bzw. statistischer Bezirk von Lünen (Nordrhein-Westfalen), der am 1. Juli 1914 eingemeindet wurde. Er gehört zur Gemarkung 1282 Lippholthausen.
Bekanntheit erlangte der Ort (eine frühere Bauerschaft) im 18. Jahrhundert durch eine Quelle, der man heilende Kräfte zuschrieb (Gesundbrunnen). Der Unternehmer Friedrich Gockel errichtete darüber ein Badehaus, das aber, nachdem die Quelle an Bedeutung verloren hatte, 1886 abgerissen wurde. Heute befindet sich die sogenannte Villa Bonin an der Stelle. Für die etwas betuchtere Gesellschaft gab es zu jener Zeit auch ein Spielcasino. So schrieb C. Hengstenberg 1819 poetisch über Lünen und das angrenzende Lippholthausen:
Wo neben Sand, bei Taback, Weiden grünen,

Der Rinder Schaar ein froher Aufenthalt,

Liegt an der Zesike (Seseke) und Lippe Lünen

Nicht weit davon ein Bad am Eichenwald.
Seit dem Bau des Datteln-Hamm-Kanals zu Beginn des 20. Jahrhunderts liegt der Ortsteil Lippholthausen zwischen zwei Gewässern: im Westen bildet der Kanal und im Osten die Lippe seine Grenzen. Anfang des 20. Jahrhunderts wurde die Gaststätte Zum Lüner Brunnen eröffnet. Der Wirt richtete später am nahegelegenen Mühlenteich einen Paddelbootverleih ein, was dazu beitrug, dass sich Lippholthausen zu einem beliebten Ausflugsziel der Lüner Bürger entwickelte. Unter anderem verkehrten von 1926 bis 1936 auf der Lippe zwischen Lippholthausen und Lünen die Ausflugsboote Tante Martha und Lünen.
Heute erinnert nur noch wenig an das „Bad“ Lippholthausen. Ausnahmen sind die (geschlossene) Gaststätte, die Villa Bonin und die alte Schlossmühle, erstmals 1535 erwähnt, die in den vergangenen Jahren durch eine Bürgerinitiative vor dem Verfall gerettet wurde und heute vom „Verein der Mühlenfreunde e. V.“ gepflegt und unterhalten wird. Viele Brautpaare nutzen den romantischen Ort für ihre Trauung.
In den Nachkriegsjahren entstanden im Industriegebiet Frydagstraße viele Industrieanlagen. Am Datteln-Hamm-Kanal befindet sich der zwischen Brambauer und Lippholthausen gelegene Stummhafen, benannt nach den Gebrüdern Stumm, die an der Zeche Minister Achenbach beteiligt waren. Auf der gegenüberliegenden Seite des Hafenbeckens liegt – von Grün versteckt – die Ruine des Hauses Wilbringen, eine ehemalige Wasserburg, deren Bewohner mit der Buddenburg in Verbindung standen. Das Haus Buddenburg wurde 1293 erstmals erwähnt, erbaut von den Brüdern Gottschalk und Gottfried Budde, die ihre Burg auf Geheiß des Grafen von der Mark schon bald wieder abreißen mussten. 1338 entstand eine neue Burg, ihr Besitzer war Evert Vridach. Als 1902 der letzte Freiherr von Frydag starb, wurde der Besitz von seinem Neffen Udo von Rüxleben übernommen. Als Lippholthausen 1914 nach Lünen eingemeindet wurde, erwarb die Stadt den Besitz. Am 10. Januar 1934 verpachtete die Stadt Lünen das Schloss an die Nationalsozialisten, die daraus eine Bezirksschule des deutschen Arbeitsdienstes machten. Zur Eröffnung am 29. Juni 1934 kam Adolf Hitler nach Lippholthausen und nahm auf der großen Freitreppe die Parade ab. Schon bald wurde hier der Arbeitsdienst zunehmend militarisiert. Unweit der Ausbildungsstätte an der Lippe entstand an der Moltkestraße ein Schießstand. Nach dem Ende des Zweiten Weltkrieges beherbergte das Schloss zunächst eine Förderschule für Spätaussiedler, dann eine Meisterschule für das gestaltende Handwerk der Werkkunstschule Dortmund. 1977 wurden die maroden Gebäude völlig beseitigt. Heute erinnert eine Ligusterhecke an den Grundriss der Gebäude.
Von 1938 bis 1941 wurde in Lippholthausen ein steinkohlebefeuertes Kraftwerk Lünen errichtet, welches nach dem Zweiten Weltkrieg erweitert wurde und auch Bahnstromgeneratoren erhielt. 1968 wurde für dieses Werk ein 250 Meter hoher Kamin errichtet. Das Kraftwerk wurde zwischenzeitlich stillgelegt und wird zurzeit (2020) abgerissen.
Am Stummhafen wurde neben der Firma Microca seit Ende 2008 das Trianel Kohlekraftwerk auf einer Industriebrache errichtet, das während seiner Bauzeit europäische Rechtsgeschichte schrieb und das in der zweiten Hälfte 2013 ans Netz gegangen ist. Der Stummhafen war in den 1920er Jahren für die Zeche Minister Achenbach für den Kohleabtransport gebaut worden. Später wurde hier das Bauxit für die Aluminiumhütte Lippewerk angelandet. Diese entstand zusammen mit dem benachbarten Kraftwerk von 1936 bis 1938. Die Aluminiumproduktion wurde Mitte der 1980er Jahre eingestellt. Später übernahm die Firma Rethmann das gesamte Werksgelände und entwickelte dort unter dem jetzigen Namen Remondis Europas größten Recyclingstandort. Das Kohlekraftwerk, das zum Unternehmen Steag gehörte, wurde in mehreren Phasen modernisiert und erweitert; 1969 ging ein neuer Kühlturm in Betrieb. Bis Ende 2018 lieferten zwei Blöcke Strom ins Netz; dann wurde das Elektrizitätswerk stillgelegt.
Lippholthausen ist der nach Einwohnern kleinste Ortsteil von Lünen. Eine durchgehende Wohnbebauung bzw. einen Ortskern gibt es nicht. Die einzelnen Wohngebäude verteilen sich über die gesamte Ortsteilfläche. Neben einzelnen Bauernhöfen finden sich auch innerhalb des Gewerbegebietes vereinzelte Häuser.
Im Jahr 1987 hatte der Ortsteil Lippholthausen insgesamt 193 Einwohner.
Die wichtigste Straße in Lippholthausen und zudem die Zufahrt für das Lippewerk/Remondis und den Hafen ist die Brunnenstraße, welche Lippholthausen im Westen mit Waltrop als K 1 und im Süden (nicht klassifiziert) mit Brambauer verbindet. Die zweite wichtige Straße ist die Moltkestraße, welche Lippholthausen als K 1 mit Lünen-Mitte verbindet. Alle anderen Straßen gehen entweder von den beiden genannten ab oder sind dem Fußgänger-/Radverkehr vorbehalten. Mitten durch den Ortsteil führt zudem eine viel befahrene Güterstrecke der Deutschen Bahn (Hamm-Osterfelder Bahn).